# Sloan Doak
Sloan Doak (né le 28 janvier 1886 à Taylor (Texas), mort le 10 août 1965 à Ruxton-Riderwood (Maryland)) est un cavalier américain de concours complet.

## Carrière
Élève de l'Académie militaire de West Point, il devient instructeur à Fort Riley. En loisirs, il joue au polo.
Aux Jeux olympiques d'été de 1920, il finit 14e de l'épreuve individuelle de dressage avec le cheval Singlen. Il participe également à l'épreuve de concours complet avec Deceive, mais ils ne finissent pas l'épreuve. L'équipe de concours complet américaine termine quatrième. Doak, cette fois avec son cheval Red Rabbit, fait l'épreuve de saut d'obstacles et termine quatrième par équipe.
Aux Jeux olympiques d'été de 1924, lui et son cheval Pathfinder remporte la médaille de bronze de l'épreuve individuelle de concours complet. L'équipe de concours complet américaine ne prend pas part à la compétition par équipe, parce que seulement deux coureurs sont en mesure d'y être. À l'épreuve individuelle de saut d'obstacles, il finit 29e avec Joffre. Il n'y a pas non plus d'équipe américaine pour la même raison.
Aux Jeux olympiques d'été de 1928, lui et son cheval Misty Morn finissent 17e de l'épreuve individuelle de concours complet. L'équipe de concours complet américaine ne prend pas part à la compétition par équipe, parce que seulement deux coureurs sont en mesure d'y être.